# Trío para piano, WoO 37 (Beethoven)

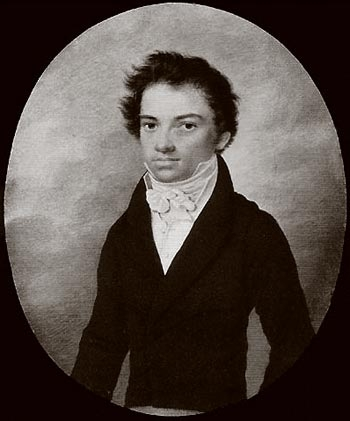
Beethoven en 1788.

El Trío para piano en sol mayor, WoO 37 es una pieza camerística para piano, flauta y fagot compuesta por Ludwig van Beethoven entre 1786 y 1790.

## Historia

### Composición
La composición de esta obra se desarrolló entre 1786 y 1790. Se trata de una obra temprana, cuya composición empezó cuando Beethoven tenía unos quince años y que muestra la influencia de Wolfgang Amadeus Mozart. La pieza probablemente fue un encargo para la música doméstica de la familia Westerholt-Gysenberg. El padre, el conde Friedrich von Westerholt, era fagotista aficionado; su hija Maria Anna Wilhelmine recibía clases de piano del joven compositor y otro hijo suyo tocaba la flauta, formando así el trío para el que se escribió esta obra. Al parecer, el compositor estaba locamente enamorado de Maria Anna Wilhelmine, que más tarde se convertiría en Frau von Beverförde al casarse. No es de extrañar que este trío suponga un reto moderado para los instrumentistas, y debido a su inusual instrumentación, Beethoven se vio limitado en su rango expresivo y probablemente se sintió menos inspirado de lo que podría haberse sentido en una creación para una combinación más común como por ejemplo, piano y cuerdas.
En la partitura autógrafa figura el título: "Trio concertant à Clavibembalo, flauto, fagotto composto da Ludovico van Beethoven organista di S. S. Electeur de cologne" (Trío concertante para clave, flauta y fagot, compuesto por Ludwig van Beethoven, organista de su Eminencia el Elector de Colonia). De esta anotación se deduce que Colonia fue el lugar de composición o al menos la localidad del compositor en el momento de terminar la obra. Parece revelar además que Beethoven se consideraba organista del Elector, antes que compositor. También se observa que se especifica "clavicémbalo" en lugar de "pianoforte".

### Publicación
La primera publicación de la pieza, encontrada entre las obras de Beethoven tras su muerte, fue llevada a cabo de manera póstuma por Breitkopf & Härtel 1888 en el suplemento a la colección completa de obras del compositor. La composición permaneció inédita ya que Beethoven ocultó la partitura durante toda su vida y probablemente se habría opuesto a su publicación.

## Estructura y análisis
La pieza consta de tres movimientos:
- I. Allegro, en sol mayor
- II. Adagio, en sol menor
- III. Thema andante con variazioni, en sol mayor

La interpretación de esta obra dura aproximadamente 25 minutos. Este trío reviste cierto interés para los aficionados a Beethoven. Aunque el joven compositor muestra aquí cierta destreza en el manejo de las formas, aún estaba buscando su camino en la composición y evolucionando su estilo. De hecho, la pieza apenas muestra los rasgos de madurez del gran maestro que estaba por llegar. Según Robert Cummings puede haber estado al servicio de las habilidades e incluso de las preferencias de la familia von Westerholt, pero probablemente no ofrecerá más que modestas recompensas a la mayoría de los oyentes.